# Temporada de huracanes del Atlántico de 1990
La temporada de huracanes del Atlántico de 1990 fue la más activa desde 1969, con un total de 14 tormentas nombradas. La temporada también incluyó ocho huracanes, uno de los cuales se intensificó hasta convertirse en un huracán mayor. Comenzó oficialmente el 1 de junio y concluyó el 30 de noviembre de 1990. Estas fechas delimitan convencionalmente el período de cada año en que se forman la mayoría de los ciclones tropicales en la cuenca atlántica. Sin embargo, la ciclogénesis tropical puede ocurrir antes del inicio de la temporada, como lo demostró la depresión tropical Uno, que se formó en el mar Caribe el 24 de mayo.
Aunque activa, la temporada presentó sistemas relativamente débiles, la mayoría de los cuales permanecieron en el mar. La temporada fue inusual, ya que ningún ciclón tropical con fuerza de tormenta tropical tocó tierra en Estados Unidos por primera vez desde la temporada de 1962, aunque la tormenta tropical Marco se debilitó a depresión justo antes de tocar tierra. Solo unos pocos ciclones tropicales causaron impactos significativos. El huracán Diana causó la muerte de aproximadamente 139 personas en los estados mexicanos de Veracruz e Hidalgo, además de causar daños por aproximadamente 90.7 millones de dólares. El huracán Klaus provocó inundaciones en Martinica y lluvias torrenciales en el sureste de Estados Unidos tras combinarse con la tormenta tropical Marco y un frente. Debido a los efectos de Diana y Klaus, ambos nombres fueron retirados tras la temporada. En total, las tormentas de la temporada causaron 171 muertes y aproximadamente 157 millones de dólares en daños.

## Pronósticos

### Pronósticos de pretemporada
Reconocidos expertos en huracanes, como el Dr. William M. Gray y sus colaboradores de la Universidad Estatal de Colorado (CSU), emiten pronósticos de actividad huracanada antes de cada temporada. Una temporada normal, según la define la Administración Nacional Oceánica y Atmosférica (NOAA), consta de once tormentas con nombre, seis de las cuales alcanzan la intensidad de un huracán, y dos son huracanes mayores. En abril de 1990, se pronosticó que seis tormentas alcanzarían la categoría de huracán, y que habría "tres tormentas adicionales" respecto al año anterior, lo que indicaría 14 tormentas con nombre. El pronóstico no especificó cuántos huracanes alcanzarían la categoría de huracán mayor. A principios de junio de 1990, la Universidad Estatal de Colorado (CSU) publicó sus predicciones de actividad ciclónica tropical en la cuenca atlántica durante la temporada de 1990. El pronóstico de la Universidad Estatal de Colorado (CSU) preveía 11 tormentas con nombre, siete de las cuales se intensificarían hasta convertirse en huracán y tres se fortalecerían aún más hasta convertirse en un huracán mayor.

## Resumen de la temporada
La temporada de huracanes del Atlántico comenzó oficialmente el 1 de junio, pero la actividad comenzó cinco días antes con la formación de la depresión tropical Uno el 24 de mayo. Fue una temporada superior a la media, en la que se formaron 16 depresiones tropicales. Catorce depresiones alcanzaron la categoría de tormenta tropical, y ocho de ellas, la de huracán. Solo un ciclón tropical alcanzó la categoría de huracán mayor (categoría 3 o superior en la escala de huracanes de Saffir-Simpson), ligeramente por debajo del promedio de dos por temporada entre 1950 y 2005. Inusualmente, la temporada no presentó ninguna tormenta tropical que tocara tierra en Estados Unidos. Esta fue solo la sexta ocurrencia de este tipo conocida, tras las temporadas de 1853, 1862, 1864, 1922 y 1962. En total, las tormentas de la temporada causaron colectivamente 171 muertes y aproximadamente 153 millones de dólares en daños. La última tormenta de la temporada, el huracán Nana, se disipó el 21 de octubre, más de un mes antes del final oficial de la temporada el 30 de noviembre.
La actividad en los dos primeros meses de la temporada fue limitada en ciclogénesis tropical, con la segunda depresión tropical de la temporada no desarrollándose hasta el 22 de julio. Después de eso, la temporada fue muy activa, y hubo una rápida sucesión de desarrollo de ciclones tropicales desde finales de julio hasta mediados de agosto. El Atlántico permaneció inactivo brevemente, y la actividad se reanudó el 24 de agosto con el desarrollo de la Depresión Tropical Ocho (Huracán Gustav). Aunque agosto fue un mes muy activo, solo hubo dos tormentas con nombre en septiembre, las cuales se convirtieron en huracanes. La actividad en octubre fue más alta que el promedio, con cinco ciclones tropicales formándose o existiendo en ese mes. Después de un octubre activo, no se produjo ciclogénesis tropical en noviembre. La actividad de la temporada se reflejó con un índice de Energía Ciclónica Acumulada (ACE) de 97, ligeramente superior al valor medio de 96.

## Ciclones tropicales

### Depresión tropical Uno
La depresión tropical Uno se formó el 24 de mayo a partir de una zona débil de baja presión al oeste de Jamaica, que había estado produciendo lluvias dispersas sobre la isla durante los días anteriores. La depresión atravesó Cuba poco después de formarse, aunque la convección se localizó al este de su centro, poco definido. Al dirigirse hacia Florida, fue absorbida por un frente frío que se aproximaba.
La depresión no causó daños significativos. En Florida, se pronosticaba que aliviaría la sequía que persistió durante aproximadamente dos años. Al cruzar Cuba, la depresión dejó caer fuertes lluvias y las predicciones indicaban que las cantidades de precipitación podrían alcanzar hasta 10 pulgadas (250 mm), pero la mayor cantidad medida fue a 6 pulgadas (150 mm) al este de La Habana. También cayeron fuertes lluvias en gran parte del sur de Florida, alcanzando un máximo de 157 mm en la estación de guardabosques Royal Palm, en el Parque Nacional Everglades. Mientras la depresión afectaba el sur de Florida, el Servicio Meteorológico Nacional emitió avisos de inundación urbana, advirtiendo sobre calles inundadas principalmente en zonas bajas, especialmente en los condados de Dade y Broward. El agua estancada en muchas autopistas de Florida causó accidentes automovilísticos, especialmente en el condado de Dade, donde se reportaron 28 accidentes.

### Tormenta tropical Arthur
La segunda depresión tropical de la temporada se formó el 22 de julio a partir de una onda tropical ubicada casi a medio camino entre las Antillas Menores y Cabo Verde. La depresión se intensificó lentamente y, dos días después, se convirtió en tormenta tropical Arthur. El 25 de julio, la tormenta tropical Arthur cruzó la cadena de las Islas de Barlovento y se registró que tocó tierra en Tobago. Al adentrarse en el mar Caribe, Arthur casi alcanzó la categoría de huracán el 25 de julio. Posteriormente, la cizalladura del viento comenzó a aumentar sobre Arthur, y comenzó una tendencia a debilitarse tras alcanzar su intensidad máxima. A medida que Arthur se adentraba más en el mar Caribe, se debilitó significativamente y se degradó a depresión tropical el 27 de julio. Más tarde ese mismo día, el reconocimiento de la Fuerza Aérea y las imágenes satelitales no mostraron circulación de bajo nivel, lo que indica que Arthur se había convertido en una onda tropical abierta a 210 km (130 mi) al sureste de Kingston, Jamaica.
Poco después de que Arthur se convirtiera en tormenta tropical el 24 de julio, se emitió una alerta de tormenta tropical para Trinidad, Tobago y Granada; seis horas después, se extendió a las Granadinas. Aproximadamente 24 horas después, se suspendieron todas las alertas de tormenta tropical. A medida que Arthur se adentraba en el mar Caribe, se emitieron alertas y avisos de tormenta tropical para La Española y Puerto Rico el 26 de julio. Todas las alertas y avisos de tormenta tropical se suspendieron después de que Arthur se debilitara a depresión tropical. Tras la llegada de Arthur a Tobago, se produjeron varios deslizamientos de tierra y un puente importante se derrumbó; los servicios de electricidad y agua sufrieron importantes interrupciones. También se reportaron daños en Granada, donde dos puentes resultaron dañados, se interrumpió el servicio eléctrico y telefónico, y los cultivos también se vieron afectados. Además, Arthur causó daños en cuatro hoteles y cientos de viviendas. Se informó que las ráfagas de viento en la isla de Granada alcanzaron los 89 km/h. Al pasar Arthur al sur de Puerto Rico, se reportaron fuertes vientos y lluvias torrenciales. También se reportaron fuertes lluvias en la costa sur de Haití a medida que Arthur se acercaba al país.

### Huracán Bertha
Una onda tropical emergió frente a la costa de África y, tras interactuar con un frente frío y una zona de baja presión, se convirtió en depresión subtropical el 24 de julio, frente a la costa de Carolina del Norte, cerca del cabo Hatteras. La depresión subtropical adquirió características tropicales paulatinamente y fue reclasificada como depresión tropical Tres el 27 de julio. Al día siguiente, el Centro Nacional de Huracanes la ascendió a tormenta tropical Bertha. Se desplazó hacia el noreste y se convirtió en huracán a 800 km (500 mi) al oeste-suroeste de Bermudas el 29 de julio. Mientras Bertha continuaba en paralelo a la costa este de Estados Unidos, experimentó una fuerte cizalladura del viento y se degradó a tormenta tropical más tarde el 29 de julio. Sin embargo, para el 30 de julio, los vuelos de reconocimiento de la Fuerza Aérea reportaron vientos huracanados, y Bertha se había intensificado de nuevo hasta convertirse en huracán. Tras recuperar su fuerza, Bertha continuó hacia el noreste, pero se transformó en ciclón extratropical sobre Nueva Escocia el 2 de agosto.
Nueve muertes se atribuyeron al Bertha, incluyendo las de seis tripulantes del carguero griego Corazón, quienes perecieron frente a la costa canadiense tras el hundimiento de su barco. Otra muerte se produjo cuando una persona cayó del Patricia Star al Atlántico; las otras dos muertes se debieron a dos personas que se ahogaron en el norte de Florida. En Nueva Escocia y la Isla del Príncipe Eduardo se informó de daños a cultivos y a un puente colgante; estos daños ascendieron a 4,427 millones de dólares canadienses de 1990; 3,912 millones de dólares estadounidenses de 1990).

### Tormenta tropical César
Mientras Bertha se acercaba a la costa atlántica canadiense, una onda tropical emergió del Atlántico desde la costa oeste de África y rápidamente se convirtió en la Depresión Tropical Cuatro, aproximadamente a 539 km (335 mi) al sur de Cabo Verde. La depresión se dirigió hacia el noroeste debido a la debilidad de una dorsal subtropical y se intensificó lentamente. Si bien se encontraba bastante al oeste de Cabo Verde, se intensificó hasta convertirse en la tormenta tropical César el 2 de agosto. César continuó su trayectoria general hacia el noroeste y no se observó un cambio significativo en su intensidad, alcanzando un máximo de 80 km/h (50 mph) poco después de convertirse en tormenta tropical. Más adelante, la cizalladura del viento aumentó significativamente, lo que provocó que la circulación de bajo nivel se separara de la convección profunda el 6 de agosto, y César se debilitó de nuevo a depresión tropical. Mientras se debilitaba a depresión tropical, César se volvió casi estacionario y giró bruscamente hacia el este. Al día siguiente, César se disipó a casi 1850 km (1150 mi) al este-sureste de Bermudas.

### Tormenta tropical Edouard
Una onda frontal se formó cerca de las Azores a principios de agosto. Cuando la actividad tormentosa aumentó cerca de su centro, se declaró depresión subtropical el 2 de agosto, justo al este de las Azores. Asociada a una depresión fría en niveles altos, se intensificó hasta convertirse en tormenta subtropical el 3 de agosto, aunque las temperaturas del agua eran más bajas de lo habitual para la ciclogénesis tropical. Continuó su trayectoria hacia el oeste y pasó cerca de Graciosa antes de debilitarse de nuevo a depresión el 4 de agosto. La depresión ejecutó un pequeño bucle ciclónico, desarrollando convección profunda y organizada cerca de la circulación. A última hora del 6 de agosto, se transformó en la Depresión Tropical Seis. La depresión se desplazó hacia el noreste en dirección a las Azores, intensificándose hasta convertirse en la tormenta tropical Edouard el 8 de agosto. Poco después, alcanzó vientos máximos de 72 km/h (45 mph) y, posteriormente, pasó por el norte de las Azores. El 10 de agosto, Edouard se debilitó de nuevo a depresión y se convirtió en extratropical al día siguiente. Los restos de Edouard se disiparon el 13 de agosto, a unos cientos de millas al oeste de Portugal.
Gran parte de las Azores occidentales reportaron vientos de 56 km/h (35 mph). La isla de Horta reportó ráfagas de viento de entre 56 y 105 km/h (35 y 65 mph). La Base Aérea de Lajes, en la isla Terceira, reportó una ráfaga máxima de 61 km/h (38 mph). Asimismo, una torre en la isla Terceira reportó vientos sostenidos de 80 km/h (50 mph), con ráfagas de hasta 108 km/h (67 mph).

### Huracán Diana
Una onda tropical cruzó sin incidentes el océano Atlántico y entró en el mar Caribe a finales de julio o principios de agosto de 1990. A medida que el sistema entró en el suroeste del Caribe, comenzó a desarrollarse aún más y se convirtió en la depresión tropical cinco el 4 de agosto. La depresión se dirigió al noroeste y se intensificó lo suficiente como para ser mejorada a la tormenta tropical Diana el 5 de agosto. Después de convertirse en una tormenta tropical, Diana continuó intensificándose rápidamente y los vientos máximos sostenidos fueron de 65 mph (105 km/h) antes de tocar tierra en Felipe Carrillo Puerto, Quintana Roo, en la península de Yucatán. Diana se debilitó un poco sobre la península de Yucatán, pero todavía era una tormenta tropical cuando entró en el golfo de México. Mientras estaba sobre el golfo de México, Diana nuevamente se intensificó rápidamente y se convirtió en un huracán el 7 de agosto. Más tarde ese día, Diana se fortaleció aún más en un huracán de categoría 2 y alcanzó un máximo con vientos de 100 mph (160 km/h). Solo dos horas después, Diana tocó tierra cerca de Tampico, Tamaulipas, con la misma intensidad. Tras tocar tierra, Diana se debilitó rápidamente y se deterioró a tormenta tropical tan solo cuatro horas después de tocar tierra. Para el 8 de agosto, Diana se debilitó de nuevo a depresión tropical cerca de la Ciudad de México. Diana entró brevemente en la Cuenca del Pacífico Oriental el 9 de agosto, pero no fue reclasificada y se disipó rápidamente en el extremo sur del Golfo de California.
En preparativos para Diana, se emitieron varios avisos y alertas de tormenta tropical a lo largo de la península de Yucatán y varias áreas a lo largo de la Costa del Golfo de México; también se pusieron en vigor avisos y alertas de huracán. Al cruzar la península de Yucatán, Diana produjo vientos con fuerza de tormenta casi tropical y fuertes lluvias, pero no causó daños ni víctimas mortales. Sin embargo, la parte continental de México sufrió consecuencias mucho peores, donde las lluvias torrenciales provocaron deslizamientos de tierra en los estados de Hidalgo y Veracruz. Como resultado de las fuertes lluvias, muchas casas quedaron destruidas y aproximadamente 3500 personas quedaron sin hogar. Diana también produjo fuertes vientos en todo México, que derribaron árboles y postes de electricidad, dejando a muchas personas sin servicio telefónico y bloqueando varias carreteras. Además, los restos de Diana trajeron lluvias al suroeste de Estados Unidos. Informes contemporáneos indicaron que 139 personas murieron y otras 25 000 resultaron heridas. Los daños causados por Diana se estimaron en 90,7 millones de dólares.

### Tormenta tropical Fran
El 11 de agosto de 1990, una onda tropical se convirtió en la séptima depresión tropical de la temporada, situada a varios cientos de millas al suroeste de Cabo Verde. La depresión se desplazó rápidamente hacia el oeste y se intensificó hasta alcanzar un nivel ligeramente inferior al de tormenta tropical el 12 de agosto. Sin embargo, más tarde ese mismo día, la depresión comenzó a perder su circulación en niveles bajos, mientras que la convección profunda disminuía. Como resultado, la depresión se volvió "demasiado débil para clasificarse" según la técnica Dvorak, y el sistema degeneró de nuevo en onda tropical a primeras horas del 13 de agosto. Tras debilitarse de nuevo a onda tropical, el sistema se reorganizó rápidamente y se transformó de nuevo en depresión tropical doce horas después. Más tarde ese mismo día, la depresión se intensificó aún más y se convirtió en tormenta tropical Fran. No se produjo ningún cambio significativo en su intensidad después de que Fran se convirtiera en tormenta tropical, y los vientos máximos sostenidos nunca superaron los 64 km/h (40 mph). Al día siguiente, Fran tocó tierra en Trinidad con la misma intensidad. Mientras estaba en Trinidad, Fran interactuó significativamente con el continente sudamericano y se disipó rápidamente el 15 de agosto.
Tras convertirse Fran en tormenta tropical el 13 de agosto, se emitió una alerta de tormenta tropical para Trinidad, Tobago y Granada. Simultáneamente, entró en vigor una vigilancia de tormenta tropical para Barbados y San Vicente y las Granadinas. Mientras Fran pasaba por las Islas de Barlovento, se suspendió la vigilancia de tormenta tropical. Tan solo dos horas antes de que Fran se disipara, se suspendió la alerta de tormenta tropical para Trinidad, Tobago y Granada. Como consecuencia de Fran, en las Islas de Barlovento sólo se registraron fuertes lluvias. Se reportaron lluvias ligeras en Trinidad, con un máximo de 66 mm (2,6 pulgadas). Además, se reportaron ráfagas de viento de hasta 47 km/h (29 mph).

### Huracán Gustav
Una depresión tropical se desarrolló a partir de una onda tropical aproximadamente a 1,600 km (1,000 mi) al este de Barbados el 24 de agosto de 1990. Después de formarse, la depresión se movió hacia el oeste y al día siguiente se intensificó hasta convertirse en una tormenta tropical. Después de convertirse en tormenta tropical, Gustav continuó intensificándose mientras se dirigía al oeste-noroeste. La intensificación en huracán ocurrió el 26 de agosto, cuando la tormenta comenzó a curvarse lentamente hacia el norte bajo la influencia de una vaguada. Después de alcanzar la intensidad de categoría 2, Gustav se vio afectado por la cizalladura del viento y se debilitó, pero finalmente volvió a intensificarse. El huracán finalmente alcanzó su punto máximo como huracán de categoría 3 el 31 de agosto y también fue el ciclón tropical más intenso de la temporada, además de ser el único huracán importante en el Atlántico ese año. Aproximadamente al alcanzar su máxima intensidad, Gustav inició una interacción de tipo fujiwhara con la cercana tormenta tropical Hortense. Tras alcanzar su máxima intensidad el 31 de agosto, Gustav se debilitó, casi al mismo ritmo con el que se había intensificado, y se deterioró a tormenta tropical el 2 de septiembre. Para el 3 de septiembre, Gustav se transformó en ciclón extratropical, a 370 km (230 mi) al sur de Islandia.
Inicialmente, Gustav se presentó como una amenaza significativa para las Antillas Menores, devastadas por el huracán Hugo aproximadamente un año antes. Como resultado, se emitieron varias alertas y avisos de huracán el 27 de agosto, pero todas se suspendieron ese mismo día cuando Gustav giró hacia el norte. Los únicos efectos reportados en las Antillas Menores fueron fuertes oleajes, vientos ligeros y lluvias ligeras. Tras el paso del Gustav no se registraron daños ni víctimas mortales.

### Tormenta tropical Hortense
La novena depresión tropical de la temporada se desarrolló a partir de una onda tropical a 1,100 km (700 mi) al oeste-suroeste de Cabo Verde el 25 de agosto. La depresión se dirigió hacia el oeste-noroeste, mientras se intensificaba lentamente y establecía una salida de nivel superior mejor definida. Para el 26 de agosto, la depresión se intensificó lo suficiente como para ser mejorada a la tormenta tropical Hortense. Después de convertirse en una tormenta tropical, Hortense fue dirigida casi al norte, bajo la influencia de un sistema de baja presión en nivel superior. Hortense luego se dirigió generalmente al noroeste, después de que el sistema de baja presión en nivel superior degenerara en una vaguada y se moviera hacia el este. Aunque la intensificación fue algo lenta, Hortense logró alcanzar su punto máximo como una tormenta tropical de 105 km/h (65 mph) el 28 de agosto. El 29 de agosto, el cercano huracán Gustav se intensificaba rápidamente y comenzó a afectar significativamente a Hortense con un aumento de la cizalladura vertical del viento. Hortense se debilitó y la tormenta degeneró en una depresión tropical el 30 de agosto. Se produjo un mayor debilitamiento y Hortense se disipó el 31 de agosto aproximadamente a 1,295 km (805 mi) al este-sureste de Bermudas.

### Huracán Isidoro
Una vigorosa onda tropical salió de la costa oeste de África el 3 de septiembre. Rápidamente desarrolló un área de convección profunda con una circulación bien definida, lo que provocó que se clasificara como depresión tropical el 4 de septiembre. En ese momento, se encontraba a cientos de millas al sur de Cabo Verde, a una latitud muy meridional de 7,2° N, lo que la convirtió en el ciclón tropical de formación más austral registrado en la cuenca del Atlántico Norte. La intensificación inicial fue lenta a medida que el sistema se desplazaba hacia el noroeste, un movimiento causado por una gran vaguada de nivel medio sobre el Atlántico central. El 5 de septiembre, el Centro Nacional de Huracanes (CNH) elevó la depresión a tormenta tropical Isidore. Posteriormente, se intensificó a un ritmo más rápido, convirtiéndose en huracán el 6 de septiembre. Al día siguiente, las estimaciones satelitales de la técnica Dvorak sugirieron una intensidad máxima de 160 km/h (100 mph) y una presión barométrica mínima de 978 mbar (hPa; 28,88 inHg). Tras alcanzar su punto máximo, Isidore entró en una región con vientos más fuertes en altura y se debilitó rápidamente. Para el 8 de septiembre, se había convertido en tormenta tropical, aunque se intensificó de nuevo tras la disminución de la cizalladura. Un ojo se formó de nuevo en el centro de la convección, e Isidore se intensificó de nuevo hasta convertirse en huracán el 9 de septiembre. Finalmente, alcanzó una intensidad máxima secundaria de 140 km/h (90 mph). Su movimiento se ralentizó, quedando brevemente estacionario, aunque se mantuvo como huracán durante varios días. El enfriamiento de las aguas lo debilitó hasta convertirse en tormenta tropical el 16 de septiembre, y al día siguiente se convirtió en extratropical al este de Terranova. Algunos barcos entraron en contacto con el huracán Isidore, uno de los cuales reportó ráfagas de viento con fuerza de huracán. La tormenta no se acercó a tierra durante su duración, y no se reportaron daños ni víctimas.

### Depresión tropical Once
El 18 de septiembre, la depresión tropical Once se formó a medio camino entre África y las Antillas Menores a partir de una onda tropical. Las observaciones desde buques y aviones de reconocimiento indicaron que la depresión casi alcanzó la fuerza de tormenta tropical. Sin embargo, fue desmembrada por fuertes vientos en altura hasta que se disipó el 27 de septiembre. El sistema nunca tocó tierra.

### Huracán Josephine
Una onda tropical salió de la costa de África el 16 de septiembre con abundante convección. Continuó hacia el oeste, convirtiéndose en la depresión tropical Doce el 21 de septiembre, mientras se encontraba a unos cientos de millas al oeste de Cabo Verde. Sin intensificarse más, la depresión giró hacia el norte, debido a una debilidad causada por la profundización de una baja de corte de 200 mbar cerca de la península Ibérica. Bajo la influencia de una zona de alta presión en formación, la depresión giró hacia el noroeste y posteriormente hacia el oeste. Se convirtió en la tormenta tropical Josephine el 24 de septiembre, aunque el aumento de la cizalladura del viento de una vaguada debilitó la tormenta de nuevo a depresión tropical el 26 de septiembre. Permaneció débil durante varios días, girando gradualmente hacia el norte debido a una vaguada débil sobre el Atlántico noroccidental. El 1 de octubre, otra zona de alta presión detuvo su movimiento hacia el norte, lo que provocó que Josephine girara hacia el este. Ese día, se volvió a intensificar en tormenta tropical al comenzar a ejecutar un pequeño bucle ciclónico. Una vaguada que se acercaba hizo que Josephine acelerara hacia el norte-noreste, y con condiciones favorables se intensificó hasta convertirse en huracán el 5 de octubre, después de existir casi dos semanas. Josephine se intensificó ligeramente más el 5 de octubre, alcanzando su intensidad máxima más tarde ese mismo día con vientos máximos sostenidos de 85 mph (137 km/h) y una presión barométrica mínima de 980 mbar (980 hPa; 29 inHg). Una gran tormenta de latitud media comenzó a desarrollarse el 5 de octubre, y el huracán Josephine aceleró alrededor de la periferia este del sistema. Josephine se debilitó de nuevo a tormenta tropical a primeras horas del 6 de octubre, mientras se desplazaba al norte del sistema de latitud media. Tras pasar cerca del ciclón de latitud media, la tormenta tropical Josephine se transformó en tormenta extratropical el 6 de octubre antes de ser absorbida por este. El ciclón de latitud media posteriormente se convirtió en el huracán Lili.

### Huracán Klaus
Una onda tropical se convirtió en la depresión tropical Trece el 3 de octubre a unas 115 mi (185 km)/h) al este de Dominica. La depresión se intensificó rápidamente hasta convertirse en tormenta tropical, y fue clasificada como tormenta tropical Klaus solo seis horas después. Debido a que Klaus se encontraba en una zona de corriente de dirección débil, se desplazaba hacia el oeste-noroeste. El 5 de octubre, Klaus se intensificó brevemente hasta convertirse en huracán, y pasó a solo 12 mi (19 km) al este de Barbuda más tarde ese mismo día. Al día siguiente, Klaus se había debilitado de nuevo hasta convertirse en tormenta tropical. Después de debilitarse a tormenta tropical, Klaus comenzó a acelerar, mientras giraba hacia el oeste. Klaus se vio significativamente afectado por la cizalladura del viento, ya que se debilitó a depresión tropical al norte de Puerto Rico el 8 de octubre. Más tarde ese día, comenzó a reaparecer una convección profunda cerca de la circulación de bajo nivel de Klaus, y se había vuelto a intensificar hasta convertirse en tormenta tropical. El 9 de octubre, mientras Klaus se dirigía hacia el noroeste cerca de las Bahamas, fue absorbido por un área de baja presión, que eventualmente se convertiría en la tormenta tropical Marco.
Dado que Klaus pasó muy cerca de las Islas de Sotavento, se emitieron alertas y avisos de tormenta tropical, así como alertas y avisos de huracán, a partir del 4 de octubre. Además, se emitieron alertas y avisos de tormenta tropical para las Islas Vírgenes Británicas y Estadounidenses, y las Bahamas. Tras la emisión de varias alertas y avisos, todas se suspendieron el 9 de octubre, aproximadamente cuando Klaus fue absorbido por la zona de baja presión. En Martinica, las inundaciones causaron siete muertes y desplazaron a otras 1500 personas. También se registraron fuertes lluvias en otras Islas de Sotavento, con estimaciones de hasta 380 mm de precipitación. Sin embargo, no se reportaron efectos en las Bahamas. Los remanentes provocaron grandes olas y fuertes lluvias en el sureste de Estados Unidos, lo que causó cuatro muertes al romperse una presa en Carolina del Sur. En total, Klaus causó 11 muertes, pero solo un millón de dólares en daños.

### Huracán Lili
Un sistema de baja presión de núcleo frío que afectó las últimas etapas de Josephine se desarrolló en la superficie y se convirtió en tormenta subtropical el 6 de octubre, a unos 1408 km (875 mi) al sureste de Cape Race, Terranova. La tormenta subtropical se desplazó al suroeste y describió una curva lenta hacia el oeste, casi intensificándose hasta convertirse en huracán. El 11 de octubre, la tormenta subtropical finalmente adquirió características tropicales. Simultáneamente, el ciclón, ahora tropical, se intensificó hasta convertirse en huracán y fue reclasificado como huracán Lili. Después de convertirse en huracán, Lili se dirigió rápidamente al oeste-suroeste y no se intensificó más allá de vientos máximos sostenidos de 121 km/h (75 mph). Después de pasar a 230 km (140 mi) al sur de Bermudas más tarde ese mismo día, Lili comenzó a describirse lentamente hacia el norte, evitando así tocar tierra en Estados Unidos. Mientras se encontraba a unos 320 km (200 mi) al este-sureste de Cape Hatteras, Lili se debilitó de nuevo a intensidad de tormenta tropical. Lili se debilitó a tormenta tropical, giró hacia el noreste y aceleró hacia el Atlántico canadiense. Sin embargo, Lili se transformó en tormenta extratropical el 14 de octubre, cerca de la costa de Nueva Escocia. El ciclón postropical tocó tierra en Terranova poco después.
Lili representó una amenaza para Bermudas y se emitió una advertencia de huracán a medida que se acercaba la tormenta, pero solo se reportaron vientos racheados y lluvias ligeras. A medida que Lili continuaba hacia el oeste, también representó una amenaza significativa para la costa este de Estados Unidos, ya que algunos modelos computacionales no previeron una curva hacia el norte. Como resultado, se emitieron varias alertas y avisos de huracán desde Little River Inlet, Carolina del Sur, hasta Cape Henlopen, Delaware. Sin embargo, más tarde Lili se curvó hacia el norte y sólo provocó una erosión costera menor en Carolina del Norte y lluvias en Pensilvania. Lili comenzó a impactar el Atlántico canadiense mientras estaba en transición a ciclón extratropical y, según se informa, la tormenta causó fuertes vientos en Nueva Escocia y Terranova. No se reportaron daños totales ni víctimas fatales.

### Tormenta tropical Marco
Mientras Klaus se disipaba, se formó una nueva depresión fría sobre Cuba y se expandió hasta la superficie como depresión tropical el 9 de octubre. La depresión emergió sobre el estrecho de Florida y rápidamente se intensificó hasta convertirse en tormenta tropical el 10 de octubre. Tras convertirse en tormenta tropical, Marco se intensificó gradualmente y finalmente alcanzó vientos máximos de 105 km/h (65 mph). Marco se dirigió hacia Florida, permaneció cerca de la costa oeste y casi tocó tierra cerca de San Petersburgo, Florida, el 12 de octubre. Sin embargo, Marco continuó interactuando con tierra y se debilitó hasta convertirse en depresión tropical antes de tocar tierra cerca de Cedar Key, Florida, con vientos de 56 km/h (35 mph). Se debilitó rápidamente sobre tierra y se disipó en Georgia ese mismo día. Aunque se había disipado, Marco se sumó a las fuertes lluvias que ya habían traído a los estados del sureste los restos del huracán Klaus.
Aunque fue solo una depresión cuando tocó tierra por última vez, se contabilizó oficialmente como una tormenta tropical que azotó Estados Unidos ya que gran parte de la circulación estaba en tierra antes de tocar tierra en el área de San Petersburgo, Florida. En preparativos para Marco, se emitió una advertencia de tormenta tropical para casi toda la costa del Golfo y el Atlántico de Florida. En Florida, Marco causó inundaciones en viviendas y carreteras, además de generar vientos con fuerza de tormenta tropical en todo el estado. Sin embargo, Marco es más conocido por el impacto de los remanentes, especialmente en Georgia y Carolina del Sur, donde la lluvia alcanzó un máximo de 505 mm (19,89 pulgadas) cerca de Louisville, Georgia. Junto con los remanentes del huracán Klaus, Marco provocó fuertes lluvias en Carolina del Sur, lo que provocó la ruptura de una presa y tres víctimas mortales. Los remanentes de Marco y Klaus causaron varias muertes más, y el sistema causó 12 muertes. También causó daños por 57 millones de dólares, la mayoría por daños o destrucción de residencias en Georgia.

### Huracán Nana
El 7 de octubre de 1990, una vigorosa onda tropical emergió frente a la costa de África, cerca de Cabo Verde. A pesar de las condiciones semifavorables, la onda no se desarrolló inicialmente debido a los vientos del oeste incrustados, lo que provocó que la onda permaneciera desorganizada, a pesar de presentar convección profunda. Seis días después, la onda alcanzó las Antillas Menores y se dividió. Su porción norte se convirtió en la depresión tropical Dieciséis el 16 de octubre. La depresión se intensificó rápidamente hasta convertirse en tormenta tropical y, al día siguiente, en huracán, recibiendo el nombre de Nana. El desarrollo aumentó ligeramente y el sistema alcanzó su intensidad máxima de 137 km/h (85 mph) ese mismo día. Nana se disipó mientras se dirigía hacia el sur el 21 de octubre.
Inicialmente, Nana representó una amenaza para Bermudas, por lo que se emitió una alerta de huracán a última hora del 18 de octubre. Sin embargo, tras debilitarse a tormenta tropical el 20 de octubre, la alerta de huracán se degradó a tormenta tropical. Además, Nana comenzó a desviarse hacia el sureste, alejándose de Bermudas, y más tarde, el 20 de octubre, se suspendió la alerta de tormenta tropical. El único efecto conocido de Nana en Bermudas fue 0,33 pulgadas (8,4 mm) de lluvia.Nana era un huracán muy pequeño; su circulación probablemente tenía sólo entre 48 y 64 kilómetros (30 y 40 millas) de ancho.

## Nombres de ciclones tropicales
La siguiente lista de nombres se utilizó para las tormentas con nombre que se formaron en el Atlántico norte en 1990. Esta fue la misma lista utilizada para la temporada de 1984. Las tormentas se llamaron Marco y Nana por primera vez en 1990
| - Arthur - Bertha - Cesar - Diana - Edouard - Fran - Gustav | - Hortense - Isidore - Josephine - Klaus - Lili - Marco - Nana | - Omar (sin usar) - Paloma (sin usar) - Rene (sin usar) - Sally (sin usar) - Teddy (sin usar) - Vicky (sin usar) - Wilfred (sin usar) |

### Nombres retirados
- La Organización Meteorológica Mundial (OMM) retiró los nombres Diana y Klaus de las listas de nombres de huracanes del Atlántico después de la temporada de 1990.[65] Fueron reemplazados por Dolly[nb 2] y Kyle, respectivamente, para la temporada de 1996.[66]

## Estadísticas de temporada
Esta es una tabla de todas los sistemas que se han formado en la temporada de 1990. Incluye su duración, nombres, áreas afectada(s), indicados entre paréntesis, daños y muertes totales. Las muertes entre paréntesis son adicionales e indirectas, pero aún estaban relacionadas con esa tormenta. Los daños y las muertes incluyen totales mientras que la tormenta era extratropical, una onda o un baja, y todas las cifras del daño están en USD 1990.
| DT | TT | 1 | 2 | 3 | 4 | 5 |

| Nombre                  | Fechas activo                   | Categoría de tormenta en intensidad máxima | Vientos máx. (km/h) | Presión min (hPa) | ACE     | Áreas afectadas                  | Áreas afectadas                  | Áreas afectadas                  | Daños (en millones USD) | Muertos |
| Nombre                  | Fechas activo                   | Categoría de tormenta en intensidad máxima | Vientos máx. (km/h) | Presión min (hPa) | ACE     | Lugar                            | Fecha                            | Vientos (km/h)                   | Daños (en millones USD) | Muertos |
| ----------------------- | ------------------------------- | ------------------------------------------ | ------------------- | ----------------- | ------- | -------------------------------- | -------------------------------- | -------------------------------- | ----------------------- | ------- |
| Uno                     | 24 – 25 de mayo                 | Depresión tropical                         | 45 (30)             | 1007              | 0       | Ninguno                          | Ninguno                          | Ninguno                          | Ninguno                 | Ninguno |
| Arthur                  | 22 – 27 de julio                | Tormenta tropical                          | 110 (70)            | 995               | 2.31    | Ninguno                          | Ninguno                          | Ninguno                          | Minima                  | Ninguno |
| Bertha                  | 24 de julio – 2 de agosto       | Huracán categoría 1                        | 130 (80)            | 973               | 7.92    | Ninguno                          | Ninguno                          | Ninguno                          | $3.91 millones          | Ninguno |
| César                   | 31 de julio – 7 de agosto       | Tormenta tropical                          | 85 (50)             | 1000              | 3.4     | Ninguno                          | Ninguno                          | Ninguno                          | Ninguno                 | Ninguno |
| Edouard                 | 2 – 11 de agosto                | Tormenta tropical                          | 75 (45)             | 1003              | 0.895   | Ninguno                          | Ninguno                          | Ninguno                          | Ninguno                 | Ninguno |
| Diana                   | 4 – 9 de agosto                 | Huracán categoría 2                        | 155 (100)           | 980               | 4.27    | Tamiahua                         | 8 de agosto                      | 155 (100)                        | $90.7 millones          | 139     |
| Fran                    | 11 – 15 de agosto               | Tormenta tropical                          | 65 (40)             | 1007              | 0.49    | Ninguno                          | Ninguno                          | Ninguno                          | Ninguno                 | Ninguno |
| Gustav                  | 24 de agosto – 3 de septiembre  | Huracán categoría 3                        | 195 (120)           | 956               | 23.0    | Ninguno                          | Ninguno                          | Ninguno                          | Ninguno                 | Ninguno |
| Hortense                | 25 – 31 de agosto               | Tormenta tropical                          | 100 (65)            | 993               | 3.26    | Ninguno                          | Ninguno                          | Ninguno                          | Ninguno                 | Ninguno |
| Isidoro                 | 4 – 17 de septiembre            | Huracán categoría 2                        | 155 (100)           | 978               | 19.5    | Ninguno                          | Ninguno                          | Ninguno                          | Ninguno                 | Ninguno |
| Doce                    | 18 – 27 de septiembre           | Depresión tropical                         | 55 (35)             | 1003              | 0       | Ninguno                          | Ninguno                          | Ninguno                          | Ninguno                 | Ninguno |
| Josephine               | 21 de septiembre – 6 de octubre | Huracán categoría 1                        | 140 (85)            | 980               | 6.62    | Ninguno                          | Ninguno                          | Ninguno                          | Ninguno                 | Ninguno |
| Klaus                   | 3 – 9 de octubre                | Huracán categoría 1                        | 130 (80)            | 985               | 6.12    | Ninguno                          | Ninguno                          | Ninguno                          | $1 millón               | 11      |
| Lili                    | 6 – 14 de octubre               | Huracán categoría 1                        | 120 (75)            | 987               | 5.79    | Ninguno                          | Ninguno                          | Ninguno                          | Ninguno                 | Ninguno |
| Marco                   | 9 – 12 de octubre               | Tormenta tropical                          | 100 (65)            | 989               | 1.45    | Cedar Key, Florida               | 12 de octubre                    | 55 (35)                          | $57 millones            | 12      |
| Lili                    | 16 – 21 de octubre              | Huracán categoría 1                        | 140 (85)            | 989               | 6.17    | Ninguno                          | Ninguno                          | Ninguno                          | Ninguno                 | Ninguno |
| Totales de la temporada |                                 |                                            |                     |                   |         |                                  |                                  |                                  |                         |         |
| 16 ciclones             | 24 de mayo – 21 de octubre      |                                            | 195 (120)           | 956               | 91.1675 | 2 ciclones que han tocado tierra | 2 ciclones que han tocado tierra | 2 ciclones que han tocado tierra | $153 millones           | 171     |